# 3840 Mimistrobell
3840 Mimistrobell eller 1980 TN4 är en asteroid upptäckt 9 oktober 1980 av den amerikanska astronomen C Shoemaker vid Palomar-observatoriet. Asteroiden har fått sitt namn efter Mary E. (Mimi) Strobell, en geolog vid U.S. Geological Survey.
Rymdsonden Rosetta planerades passera Mimistrobell på sin väg mot en komet. Men planerna ändrades och asteroiden har ännu inte besökts av någon rymdsond.